# Bojkovice
Bojkovice (německy Bojkowitz) jsou město v okrese Uherské Hradiště ve Zlínském kraji. Leží dvanáct kilometrů východně od Uherského Brodu na řece Olšavě v údolí Bílých Karpat poblíž hranic se Slovenskem. Žije zde přibližně 4 400 obyvatel. Dominanta města je hlavně zámek Nový Světlov.

## Historie

### Od nejstarších dob
Archeologické nálezy, konkrétně jaspisová škrabadla z hlíny místní cihelny, dokazují osídlení z dob svrchního pleistocénu asi 50 000–30 000 př. n. l. Hojnější nálezy pocházejí z doby bronzové a železné.
Vzhledem k pohraničnímu umístění Bojkovic se v okolí nalézalo velké množství vojensko-strategických sídel. Severo-východně u Rudimova leželo hradiště Gradca, které Josef Skutil datoval do starší doby bronzové (nicméně většina nálezů je ze střední doby hradištní). Právě mezi tímto hradiskem a Bojkovicemi se nachází četné mohyly, dnes známé jako slovanské, i když u nich nalezené měděné sekyrky a šperky patří starší době bronzové. Z mladší doby bronzové pocházejí sekyrky nalezené u Pitína. Jihozápadním směrem leží na strmém kopci Valy hradisko s nálezem stříbrných a měděných mincí z doby císaře Trajána.
Severně nad Bojkovicemi se nalézá Hradská niva, kde stávaly mohutné duby (k jednomu z posledních tří chodil i T. G. Masaryk – části torza jsou vystaveny např. na městském úřadu Bojkovice nebo v Národním muzeu). Vedla tudy důležitá obchodní cesta a nalézalo se zde rozsáhlé pohanské pohřebiště. Podle archeologa Ladislava Červinky spadají nejstarší žárové hroby do doby železné a mohylové hroby s velkým množstvím nálezů do doby Velkomoravské říše. Pohřební popelnice byly nalezeny i v samotných Bojkovicích, a to v ulici Cichrov, a jižně od Bojkovic.

### Vznik městečka
Bojkovice jsou podle nejvíce uznávané teorie patronymickým názvem po zakladateli Bojkovi, vznik tak můžeme určit do 10., nejpozději 11. století. Vyrůstat začaly nejspíše severně nad dnešními Bojkovicemi u stezky na Hradské Nivě, každopádně to bylo na severním břehu Olšavy, na jižním totiž ležela tzv. Lucká provincie. Na severním břehu vyrostlo taktéž město Uherský Brod, které má tuto hranici v názvu. Dnešní Bojkovice (i centrum) z důvodu terénních podmínek (říční niva) leží převážně na jižní části.
První historicky zjištěný majitel byl k roku 1086 hrabě Miřeta. 9. června 1087 věnovala Eufémie Uherská, vdova po ten den zesnulém olomouckém knížeti Otovi, poplužní dvůr v Bojkovicích benediktinskému rajhradskému klášteru. Poté se prameny ztrácejí, Bojkovsko bylo pleněno Tatary, Kumány a Mátušem Čákem Trenčanským. Roku 1362 se uvádí Aleš ze Šternberka, odjinud z Bojkovic, což je dnes považováno za první historickou zmínku. Za panství Šternberků, kteří sídlili na hradě Starý Světlov, se Bojkovice asi v roce 1421 staly městečkem. Po Šternbercích má město od roku 1558 ve svém znaku osmicípou hvězdu.

### Vývoj městečka
Roku 1408 měly Bojkovice svého kněze Mikuláše. Tehdejší kostel svatého Jiří stával o několik metrů výše než dnešní kostel svatého Vavřince.
Bojkovská tvrz se poprvé vzpomíná roku 1466, kdy na ní sídlil Burian z Vlčnova, a Bojkovice tak získaly na důležitosti. Ve stejném roce však vyplenil Bojkovice Matúš ze Šternberka a na Lukově, po něm také přišly uherské nájezdy. Klid a bezpečnost přinesl hrad Nový Světlov, jehož základy byly nad Bojkovicemi položeny roku 1478 Ctiborem z Landštejna, jenž zde se svým bratrem Zbyňkem již roku 1480 sídlil.
V roce 1936 založil v obci průmyslník a legionář Vítězslav Kyšer, rodák z Přistoupimi u Českého Brodu, zbrojovku s názvem Kyšer a spol. chemické a zbrojní závody Praha - Bojkovice, kterou vlastnil až do její konfiskace Němci. Po válce byla znárodněna a začleněna pod Zbrojovku Brno. Od roku 1969 má název Zeveta Bojkovice. V prvních válečných letech navrhl pro Bojkovice několik obytných domů architekt Bohuslav Fuchs.
Ve městě se nachází mimo jiné Církevní střední škola pedagogická a sociální Bojkovice.

## Obyvatelstvo
| Rok            | 1869  | 1880  | 1890  | 1900  | 1910  | 1921  | 1930  | 1950  | 1961  | 1970  | 1980  | 1991  | 2001  | 2011  | 2021  |
| -------------- | ----- | ----- | ----- | ----- | ----- | ----- | ----- | ----- | ----- | ----- | ----- | ----- | ----- | ----- | ----- |
| Počet obyvatel | 3 454 | 3 556 | 3 536 | 3 670 | 3 821 | 3 859 | 3 983 | 4 021 | 4 532 | 4 429 | 4 629 | 4 858 | 4 768 | 4 396 | 4 251 |
| Počet domů     | 629   | 622   | 645   | 620   | 641   | 659   | 755   | 931   | 949   | 994   | 1 022 | 1 153 | 1 133 | 1 172 | 1 208 |

## Městská správa

### Části města
- Bojkovice
- Bzová
- Krhov
- Přečkovice

Od 1. července 1980 do 23. listopadu 1990 k městu patřily i Komňa a Záhorovice.

### Městské symboly
Znak města je historický, vlajka byla městu udělena rozhodnutím předsedy Poslanecké sněmovny Parlamentu České republiky dne 3. dubna 1996.

## Pamětihodnosti
- Zámek Nový Světlov

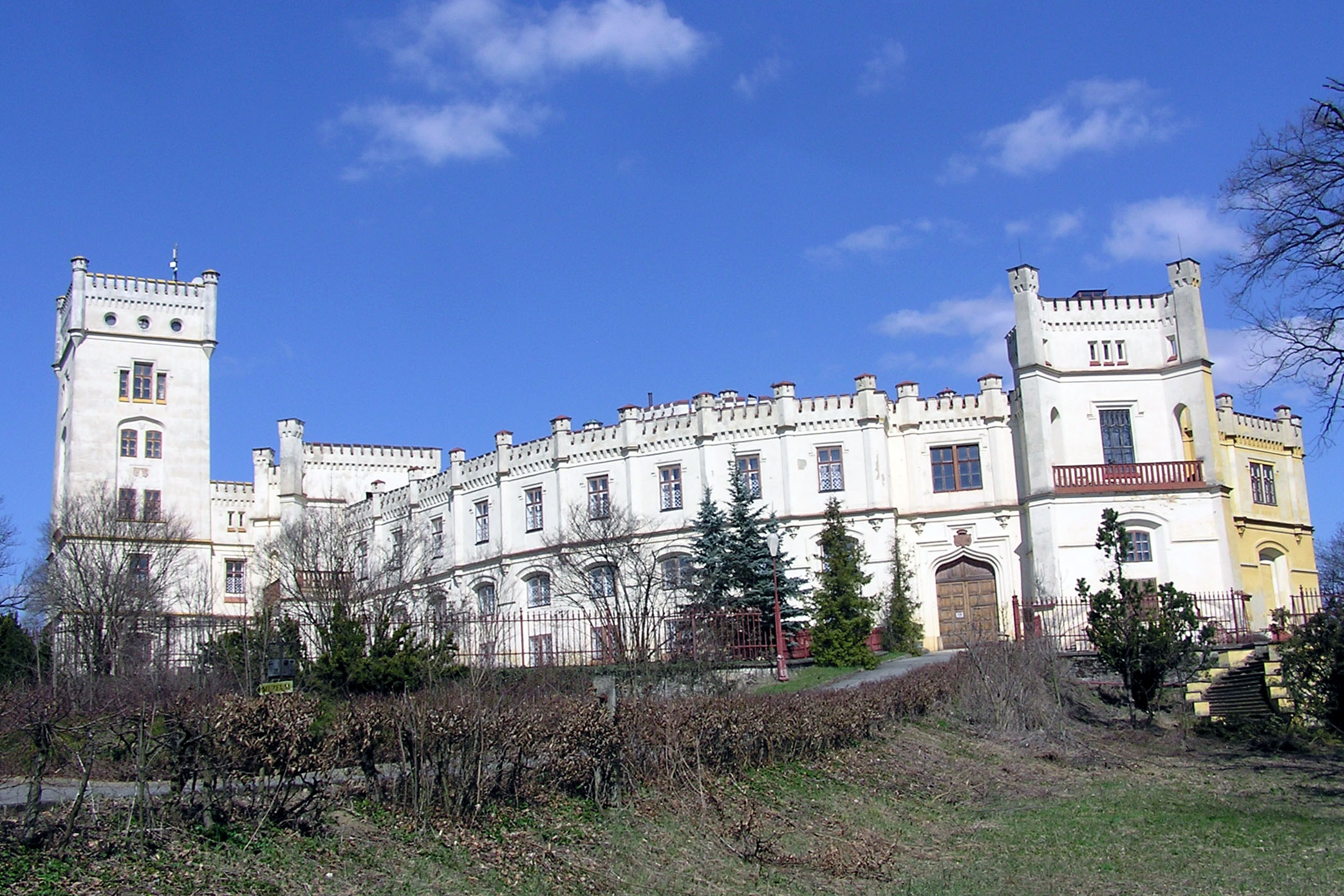
Zámek Nový Světlov

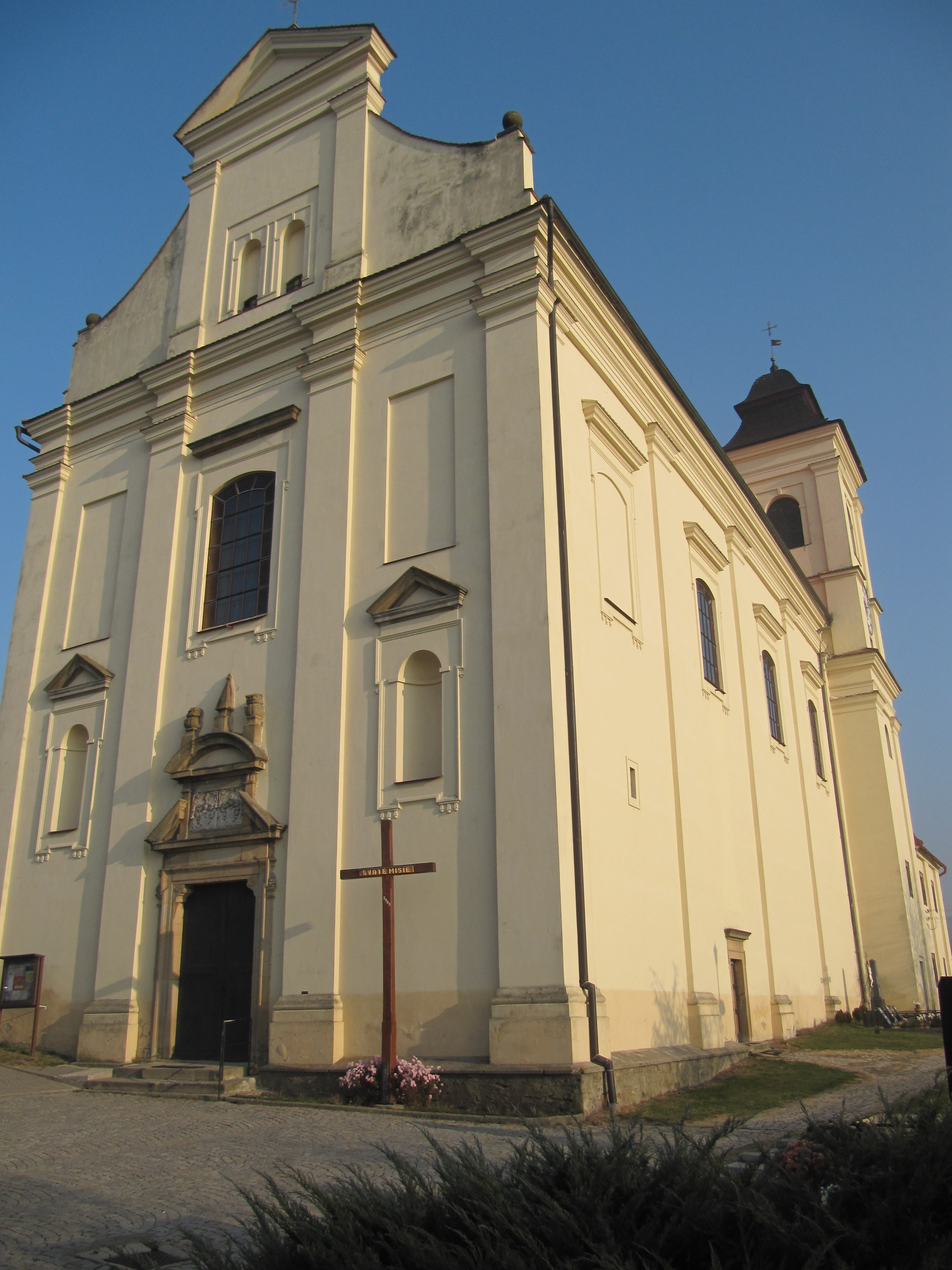
Kostel svatého Vavřince

- Muzeum Bojkovska založené roku 1932. Součástí sbírek je cenný soubor gotických dřevořezeb. Zajímavá je expozice na téma bojkovických hnutí a zaniklých řemesel (od roku 2011 sídlí v budově bývalé Obecné školy na Palackého ulici)
- Kostel svatého Vavřince je raně barokní jednolodní kostel se dvěma věžemi postavený v letech 1651–1656 Janem Křtitelem Ernou.
- Kaplička na Hradské Nivě
- Kříž na Nábřeží Svobody
- Socha svatého Floriána
- Socha svatého Jana Nepomuckého
- Sloup se sochou Panny Marie – barokní sloup z roku 1716
- Krucifix

## Osobnosti
- František Koželuha (1845–1912), římskokatolický kněz
- Vítězslav Kyšer (1898–1943), průmyslník a odbojář
- Josef Tilich (1868–1934), lékař a zakládající člen muzejního spolku
- Josef Stolařík (* 1933), volejbalista
- Jan Šabršula (1918–2015), romanista
- Jiřík Fleischer, (1939–2011), právník
- Karel Urbánek (* 1941), komunistický politik

## Galerie

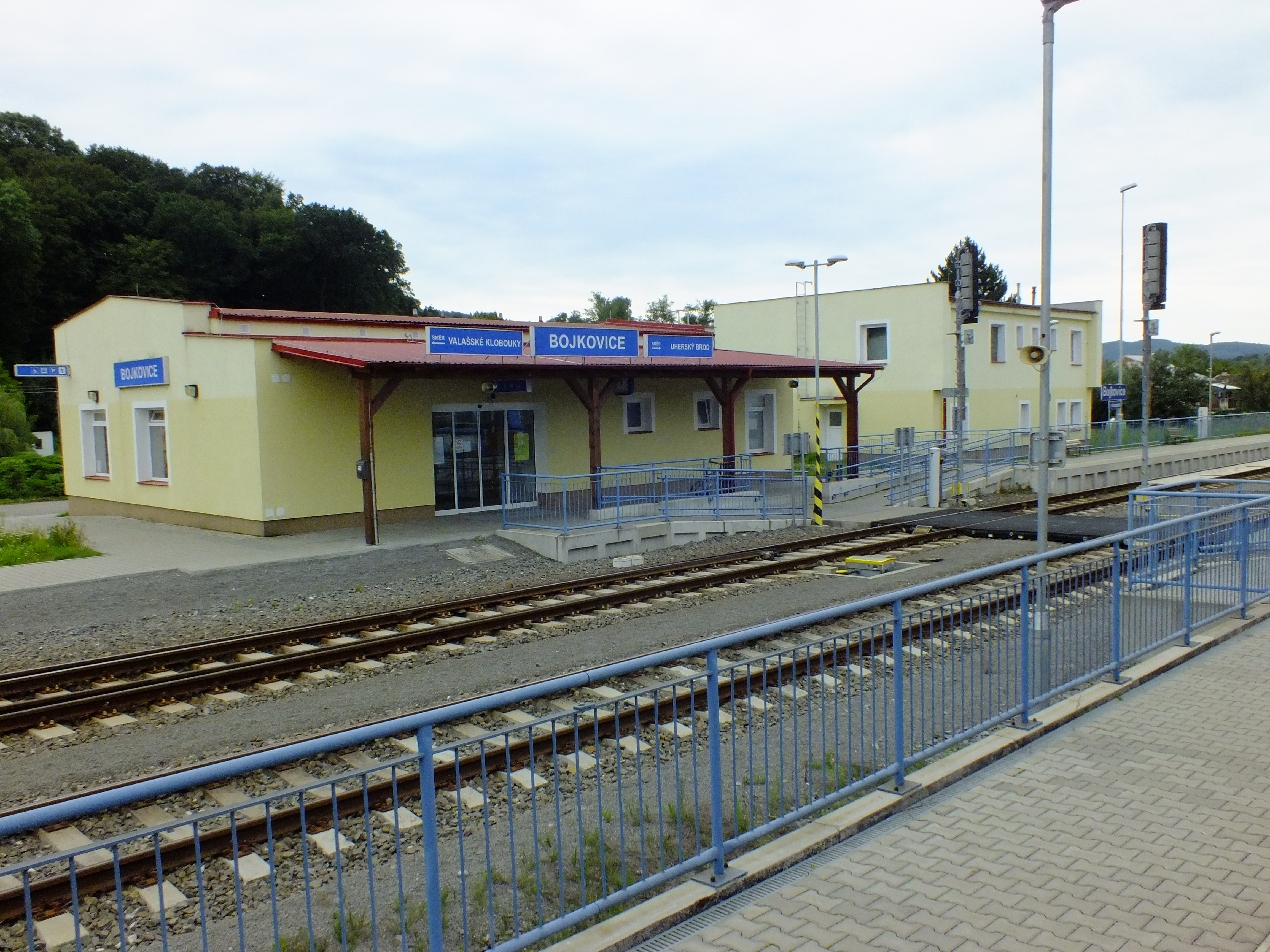
Železniční stanice
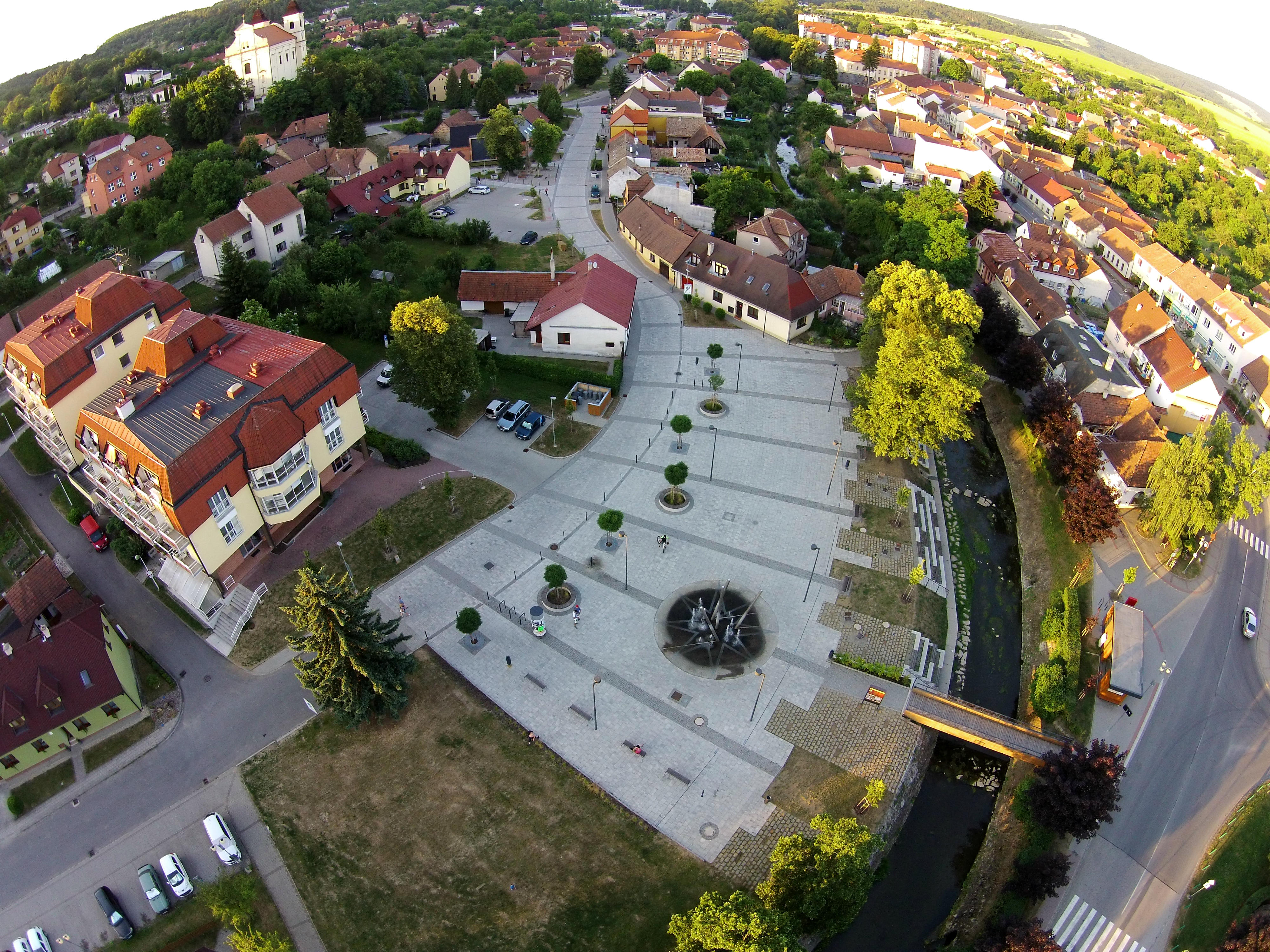
Tilichovo náměstí a přilehlá Černíkova ulice